# Міжнародний азотний картель
Міжнародний азотний картель — монополістичне об'єднання найбільших хімічних корпорацій країн західного світу. 

## Виникнення і період до Другої світової війни
А. к. м. виник 1928 як «Картель трьох» — Німеччини («І. Г. Фарбеніндустрі»), Англії («Імпіріад кемікал індастріс») і Норвегії («Норок гідро»), до якого потім приєдналися монополії США («Дюпон де Немур», «Еллайд кемікал енд дай корпорейшен»), Франції («Кюльман»), Італії («Монтекатіні»), Японії, Бельгії, Голландії, Швейцарії та ін., що виробляли синтетич. азот, і селітрова монополія Чилі. Керівний центр знаходився у Швейцарії.
Провідну роль в картелі відігравала нім. монополія «І. Г. Фарбеніндустрі», якій належало понад 31% акцій. У період другої світової війни картель розпався, але зв'язки між його учасниками збереглися. 

## Відновлення картелю після Другої світової війни
У 1962 році в Цюриху (Швейцарія) створено новий Міжнародний азотний картель. Він об'єднав виробників азотних добрив країн Західної Європи.  Координатор картеля — акціонерна компанія «Нітрекс» (Nitrex A.G.) з акціонерним капіталом 1 млн швейцарських франків. Монополії ФРН, як і у довоєнному картелі мають 30% акцій. На момент утворення картеля на настку його членів припадало 83,5% виробництва азоту в Західній Європі і 35% продукції всіх країн Західного світу.